# Karnes County
Das Karnes County ist ein County im Bundesstaat Texas der Vereinigten Staaten. Das U.S. Census Bureau hat bei der Volkszählung 2020 eine Einwohnerzahl von 14.710 ermittelt. Der Sitz der County-Verwaltung (County Seat) befindet sich in Karnes City.

## Geographie
Das County liegt etwa 200 km südöstlich des geographischen Zentrums von Texas und etwa 80 km vor dem Golf von Mexiko. Es hat eine Fläche von 1952 Quadratkilometern, wovon 8 Quadratkilometer Wasserfläche sind. Es grenzt im Uhrzeigersinn an folgende Countys: Gonzales County, DeWitt County, Goliad County, Bee County, Live Oak County, Atascosa County und Wilson County.

## Geologie
Das County befindet sich in der Eagle Ford Formation, wo nach dem Fracking-Verfahren Erdöl und Erdgas gefördert wird.

## Geschichte
Karnes County wurde am 4. Februar 1854 aus Teilen des Bexar County, DeWitt County, Goliad County, Gonzales County und San Patricio County gebildet. Benannt wurde es nach Henry Wax Karnes (1812–1840), einem Soldaten der texanischen Revolution. Karnes stieg in der texanischen Armee bis zum Oberst auf, entkam 1836 aus mexikanischer Haft und wurde 1838 Texas Rangers. Im Jahr 1874 wurden einige Teile abgetrennt, um zusammen mit Teilen des Bexar County das Wilson County zu gründen.
Drei Bauwerke und Stätten im County sind im National Register of Historic Places („Nationales Verzeichnis historischer Orte“; NRHP) eingetragen (Stand 25. November 2021), darunter das Karnes County Courthouse und der Panna Maria Historic District.

## Demografische Daten
Nach der Volkszählung im Jahr 2000 lebten im Karnes County 15.446 Menschen in 4.454 Haushalten und 3.246 Familien. Die Bevölkerungsdichte betrug 8 Einwohner pro Quadratkilometer. Ethnisch betrachtet setzte sich die Bevölkerung zusammen aus 68,55 Prozent Weißen, 10,79 Prozent Afroamerikanern, 0,68 Prozent amerikanischen Ureinwohnern, 0,43 Prozent Asiaten, 0,06 Prozent Bewohnern aus dem pazifischen Inselraum und 17,23 Prozent aus anderen ethnischen Gruppen; 2,26 Prozent stammten von zwei oder mehr Ethnien ab. 47,42 Prozent der Einwohner waren spanischer oder lateinamerikanischer Abstammung.
Von den 4.454 Haushalten hatten 34,0 Prozent Kinder oder Jugendliche, die mit ihnen zusammen lebten. 53,6 Prozent waren verheiratete, zusammenlebende Paare 13,7 Prozent waren allein erziehende Mütter und 27,1 Prozent waren keine Familien. 24,4 Prozent waren Singlehaushalte und in 13,6 Prozent lebten Menschen im Alter von 65 Jahren oder darüber. Die durchschnittliche Haushaltsgröße betrug 2,66 und die durchschnittliche Familiengröße betrug 3,15 Personen.
21,8 Prozent der Bevölkerung war unter 18 Jahre alt, 11,5 Prozent zwischen 18 und 24, 34,2 Prozent zwischen 25 und 44, 18,2 Prozent zwischen 45 und 64 und 14,4 Prozent waren 65 Jahre alt oder älter. Das Medianalter betrug 34 Jahre. Auf 100 weibliche Personen kamen 146,2 männliche Personen und auf 100 Frauen im Alter von 18 Jahren oder darüber kamen 162,5 Männer.
Das jährliche Durchschnittseinkommen eines Haushalts betrug 26.526 USD, das Durchschnittseinkommen einer Familie betrug 30.565 USD. Männer hatten ein Durchschnittseinkommen von 27.260 USD, Frauen 19.367 USD. Das Prokopfeinkommen betrug 13.603 USD. 18,5 Prozent der Familien und 21,9 Prozent der Einwohner lebten unterhalb der Armutsgrenze.

## Städte und Gemeinden
| - Cestohowa - Coy City - Ecleto | - Falls City - Gillett - Hobson | - Karnes City - Kenedy - Panna Maria | - Pawelekville - Runge |